# Uroš Kraigher
Uroš Kraigher [krájger], slovenski publicist, prevajalec in urednik, * 21. junij 1909, Sveta Trojica v Slovenskih goricah, † 31. marec 1984, Ljubljana.

## Življenjepis
Njegov oče je bil Alojz Kraigher, slovenski pisatelj in zdravnik, brata Boris Kraigher in Dušan Kraigher, hči pa Maja Kraigher.
Diplomiral je leta 1934 iz slavistike na Filozofski fakulteti v Ljubljani. Izpopolnjeval se je tudi na Poljskem. Sodeloval je v uredništvu lista 1551 (1936). Po 2. svetovni vojni je bil svetnik na jugoslovanski ambasadi v Varšavi, nekaj časa je bil profesor slovenskega jezika na ljubljanski realki, bil je član uredništva Naših razgledov. Od 1955 do 1973 je bil urednik pri založbi Mladinska knjiga, kjer je urejal zbirke Kozmos, Kultura in Kondor. Za slednjo je uredil okrog 200 knjig ter uspešno širil in izpopolnjeval izhodiščno zasnovo zbirke. Prevajal je iz poljščine, zlasti dela S. Mrožka in J. Kotta. Leta 1980 je prejel Župančičevo nagrado.